# Château de Jaulny

O Château de Jaulny é um castelo na comuna de Jaulny na França. Está classificado desde 1966 como monumento histórico pelo Ministério da Cultura da França.